# Винтерсховен, Крис
Кристианюс Ламбертюс (Крис) Винтерсховен (нидерл. Christianus Lambertus "Chris" Wintershoven; 7 мая 1895, Амстердам — 5 апреля 1965. Утрехт) — нидерландский футболист, игравший на позиции вратаря, выступал за амстердамский «Аякс».

## Спортивная карьера
В апреле 1910 года вступил в футбольный клуб «Аякс». На тот момент он проживал в центре Амстердама по адресу ван Остадестрат 181. В возрасте пятнадцати лет стал вратарём четвёртой команды «Аякса», но вскоре был переведён в пятую команду. В сезоне 1911/12 выступал за пятый и четвёртый состав, где также играли Фритс Терве, Андре де Крёйфф и Ян Госен. В октябре 1912 года попал во вторую команду «Аякса», а спустя сезон дебютировал в первой команде.
В основном составе «Аякса» дебютировал 23 ноября 1913 года в матче чемпионата Нидерландов против роттердамской «Спарты», заменив в основе травмированного Герарда Зигелера — дома на стадионе «Хет Хаутен» амстердамцы сыграли вничью со счётом 2:2. Этот матч стал единственным для голкипера в рамках чемпионата.
В сентябре 1916 года Крис провёл два матча в Кубке Нидерландов — против «Де Тюбантерс» и «Хенгело». Основной состав «Аякса» принимал участие в турнире «Серебряный мяч», поэтому в первом и втором раунде кубка страны сыграли игроки второго состава амстердамцев. За резервные команды Винтерсховен выступал на протяжении двенадцати лет. В июне 1922 года в качестве резервного голкипера отправился с первой командой в турне по Германии.

## Личная жизнь
Отец — Кристианюс Якобюс Винтерсховен, был родом из Утрехта, мать — Гертрёйда ван де Мерендонк, родилась в Амстердаме. Родители поженились в июне 1893 года в Амстердаме — на момент женитьбы отец работал каменщиком. В их семье воспитывались ещё две дочери: Алида Гертрёйда и Гертрёйда.
Женился в возрасте двадцати семи лет — его супругой стала 40-летняя Хелена Кристина ван Ситтерт, уроженка Арнема. Их брак был зарегистрирован 10 августа 1922 года в Амстердаме. На момент женитьбы работал строительным подрядчиком. С апреля 1933 года проживал в Утрехте.
Умер 5 апреля 1965 года в Утрехте в возрасте 69 лет.